# Waldemar Dudda
Waldemar Dudda (* 28. Mai 1925 in Hamburg; † 26. Oktober 2015 in Uetersen) war ein deutscher Politiker (SPD). Er war von 1964 an 24 Jahre lang Bürgermeister von Uetersen und von 1967 bis 1975 Mitglied des Landtags von Schleswig-Holstein.

## Leben
Nach der Volksschule besuchte Waldemar Dudda eine Fachschule und bereitete sich an einer Abendschule auf die Ingenieursschule vor. Er wurde vor Kriegsende noch Torpedomechaniker. Nach 1945 absolvierte er eine Umschulung und war als Verwaltungsangestellter beschäftigt. Von 1957 bis 1964 war er kaufmännischer Leiter der Außenstelle eines großen Wohnungsunternehmens für Südwest-Holstein.
Dudda trat 1947 in die SPD ein. Von 1955 bis 1967 war er Vorsitzender des SPD-Kreisvereins Pinneberg. Im Jahr 1959 wurde er in Uetersen zum Stadtrat gewählt. Vom 16. April 1964 bis 1988 war Dudda Uetersener Bürgermeister und prägte in dieser Zeit die Entwicklung der Stadt. Von 1965 bis 1967 war Dudda auch Mitglied des Kreistages Pinneberg und dort stellvertretender SPD-Fraktionsvorsitzender. Bei der Landtagswahl 1967 wurde Dudda als Direktkandidat der SPD im Wahlkreis 19 (Pinneberg-Elbmarschen) in den Schleswig-Holsteinischen Landtag gewählt, bei der folgenden Wahl im Jahr 1971 gelang ihm der Einzug in den Landtag über die Landesliste. Er war Landtagsabgeordneter vom 16. Mai 1967 bis zum 24. Mai 1975.
Für sein ehrenamtliches kommunalpolitisches Wirken wurde er mit der Freiherr-vom-Stein-Medaille und der Dr.-Johann-Christian-Eberle-Medaille vom Sparkassen- und Giroverband Schleswig-Holstein ausgezeichnet. Richard von Weizsäcker zeichnete Dudda 1988 mit dem Bundesverdienstkreuz am Bande aus. Nach seiner Pensionierung als Bürgermeister erhielt Dudda die Ehrenmünze der Stadt Uetersen und wurde zum Ehrenbürger der Stadt ernannt.